# Lauren Lapkus
Lauren Lapkus (Evanston, 6 settembre 1985) è un'attrice e comica statunitense.
È conosciuta per aver interpretato Dee Dee nella sitcom della NBC Are You There, Chelsea?, Susan Fischer nella serie originale Netflix Orange Is the New Black e Denise nella sitcom statunitense della CBS The Big Bang Theory.

## Biografia
Nasce ad Evanston, nell'Illinois, da una famiglia di origini lituane da parte di padre e greche e serbe da parte di madre. Dopo essersi laureata presso la DePaul University nel 2008 e aver vissuto a New York per un anno, nel 2010 si è trasferita a Los Angeles per intraprendere la carriera di attrice.
Il 3 maggio 2014 si è sposata con l'attore e improvvisatore Chris Alvarado. Dopo aver divorziato, si è risposata nel 2018 con il collega Mike Castle.

## Filmografia

### Attrice

#### Cinema
- Are You Here, regia di Matthew Weiner (2013)
- The To Do List - L'estate prima del college (The To Do List), regia di Maggie Carey (2013)
- Insieme per forza (Blended), regia di Frank Coraci (2014)
- Jurassic World, regia di Colin Trevorrow (2015)
- Dog Days, regia di Ken Marino (2018)
- Holmes & Watson - 2 de menti al servizio della regina (Holmes & Watson), regia di Etan Cohen (2018)
- Between Two Ferns - Il film (Between Two Ferns: The Movie), regia di Scott Aukerman (2019)
- La riscossa delle nerd (Good Girls Get High), regia di Laura Terruso (2019)
- La Missy sbagliata (The Wrong Missy), regia di Tyler Spindel (2020)
- Non ti presento i miei (Happiest Season), regia di Clea DuVall (2020)
- La maledizione di Bridge Hollow (The Curse of Bridge Hollow), regia di Jeff Wadlow (2022)
- The Out-Laws - Suoceri fuorilegge (The Out-Laws), regia di Tyler Spindel (2023)

#### Televisione
- Jimmy Kimmel Live! – programma TV, 2 episodi (2010)
- Are You There, Chelsea? – serie TV, 12 episodi (2012)
- Hot in Cleveland – serie TV, episodio 4x05 (2012)
- You're Whole – serie TV, episodio 2x02 (2013)
- Orange Is the New Black – serie TV, 14 episodi (2013-2019)
- House of Lies – serie TV, 3 episodi (2014)
- I miei peggiori amici (Friends with Better Lives) – serie TV, episodio 1x12 (2014)
- Clipped – serie TV, 10 episodi (2015)
- Another Period – serie TV, 2 episodi (2015-2016)
- Crashing – serie TV, 9 episodi (2017-2019)
- Life in Pieces – serie TV, episodio 3x09 (2018)
- Lucifer – serie TV, episodio 3x16 (2018)
- The Big Bang Theory – serie TV, 8 episodi (2018-2019)
- Nailed It! Natale! – programma TV, episodio 1x1 (2018)
- Breaking News – serie TV, 2 episodi (2019)
- Good Girls – serie TV, 10 episodi (2020-2021)
- Corporate – serie TV, episodio 3x04 (2020)

### Doppiatrice
- LEGO Jurassic World – videogioco (2015)
- Bob's Burger – serie TV, episodio 6x16 (2016)
- American Dad! – serie TV, 7 episodi (2016-2020)
- Adventure Time – serie TV, 5 episodi (2016-2017)
- Clarence – serie TV, episodio 3x04 (2017)
- Craig (Craig of the Creek) – serie TV, 6 episodi (2018-2020)
- Harvey Girls per sempre! (Harvey Street Kids) – serie TV, 52 episodi (2018-2020)
- I Greens in città (Big City Greens) – serie TV, 4 episodi (2018-2021)
- Rise of the Teenage Mutant Ninja Turtles - Il destino delle Tartarughe Ninja (Rise of the Teenage Mutant Ninja Turtles) – serie TV, episodio 2x06 (2020)
- Animaniacs – serie TV, episodio 1x06 (2020)
- Close Enough – serie TV, episodi 1x6-2x7 (2020-2021)
- Star Trek: Lower Decks – serie TV, 5 episodi (2020-2021)

## Doppiatrici italiane
Nelle versioni in italiano delle opere in cui ha recitato, Lauren Lapkus è stata doppiata da:
- Francesca Manicone in Are You There, Chelsea?, Orange Is the New Black, Crashing, La Missy sbagliata
- Eva Padoan in The Big Bang Theory, A Million Little Things
- Chiara Gioncardi in Jurassic World, La maledizione di Bridge Hollow
- Erica Necci in Insieme per forza
- Tiziana Avarista in Non ti presento i miei
- Emanuela Damasio in Dog Days
- Monica Vulcano in Nailed It! Natale!
- Virginia Brunetti in Orange Is the New Black (st. 7)
- Eleonora Reti in Between Two Ferns - Il film
- Marlene De Giovanni in Good Girls
- Francesca Tretto in Opening Night

Da doppiatrice è sostituita da:
- Ilaria Latini in Harvey Girls per sempre!
- Selvaggia Quattrini in Digman
- Alessandra Chiari in I Greens in città
- Mirko Cannella in Animals